# Theodóros z Kyrény
Theodóros z Kyrény, zvaný též Atheos (řec. Θεόδωρος ὁ Κυρηναῖος, Θεόδωρος ὁ ἄθεος; asi 340 př. n. l. Kyréna – 270 př. n. l. Kyréna), byl starořecký filozof, stoupenec kyrénské školy, zakladatel směru tzv. theodorovců. Přízvisko Atheos (bezbožný, neznaboh) mu bylo dáváno pro jeho kritiku tradiční náboženské víry.

## Život
Theodóros pocházel z Kyrény, řecké osady v nynější Libyi, kde se narodil kolem roku 340 př. n. l. Jeho učiteli byli kyrénaikové Annikeris a Aristippos Mladší (vnuk Aristippa, zakladatele kyrénské školy). Poslouchal i přednášky jiných myslitelů, např. Dionýsia z Chalkedónu, filozofa megarské školy.
Z Kyrény byl patrně vyhnán a nějakou dobu pobýval v Athénách, kde byl v roce 317 př. n. l. dosazen makedonským králem za vládce Démétrios z Faléru. Pro bezbožné popichování velekněze Eurykleida měl být postaven před athénský soud (areopág), ale Demétrios ho ochránil. Nakonec byl z Athén vypovězen, a to možná až po pádu Demétriovy vlády v roce 307 př. n. l.
Pobýval pak u egyptského krále Ptolemaia I., jenž ho poslal jako svého vyslance k Lýsimachovi, vládci Thrákie. Toho však rozhněval tím, že před ním příliš svobodně mluvil. Seneca líčí, že Lýsimachos vyhrožoval Theodórovi smrtí, navíc i zákazem pohřbu, ale on mu odpověděl: „Takové potěšení si můžeš dovolit, o tom žejdlíku krve můžeš klidně rozhodovat; pokud však jde o můj pohřeb, jsi hlupák, domníváš-li se, že mi záleží na tom, zda zpráchnivím nad zemí, nebo pod zemí." 
Po návratu od Lýsimacha žil asi převážně v Kyréně, která byla v roce 322 př. n. l. připojena k Egyptu a vládl v ní egyptský místodržitel Magás, s nímž Theodóros udržoval přátelské styky. Spolu se svými četnými žáky navštívil Korint. Existují také zprávy o jeho rozmluvách s filozofy Stilpónem a Hipparchií. Poslední léta života strávil, jsa vysoce vážen, v rodném městě, kde kolem roku 270 př. n. l. zemřel.

## Učení
Theodóros vycházel z hedonistické filozofie kyrénské školy, ale samostatně ji rozvíjel. Zakladatel školy Aristippos považoval za cíl života rozkoš, slast. Podle Theodóra však blaženost nespočívá v krátkodobých smyslových požitcích, chvilkových rozkoších. Cílem lidského snažení má být nepomíjející veselá, radostná nálada (řec. χαρά, chará), trvalá duševní pohoda, neustálá radost ze života. Za nejvyšší dobro pokládal radost, za zlo pokládal žal. Radost je závislá na rozumnosti, žal pramení z nerozumnosti. Dlouhodobé duševní spokojenosti člověk dosahuje moudrým jednáním.
Theodórova etika směřovala ke krajnímu individualismu. Odmítal přátelství, neboť omezuje samostatnost a soběstačnost. Zemřít za vlast považoval za pošetilost, neboť filozof nemá obětovat svou rozumnou osobu za nerozumné. Vlastí je ostatně moudrému člověku celý svět. Jako důsledný utilitarista hlásal mravní relativismus. Mravnost záleží na situaci, neboť mravní normy jsou často jen opatřeními společnosti k ovládání širokých lidových vrstev. Moudrý člověk může příležitostně i krást, cizoložit a dopouštět se svatokrádeže, neboť jde o činy zavrženíhodné jen podle konvence, nikoli podle přírody; mudrc musí umět zbavit tyto činy předsudků, které jsou udržovány „pro zastrašení hlupáků".
Z Theodórova díla zmiňuje Diogenés Laertios spis O filosofických školách, v němž mimo jiné polemizoval i s Aristippem. Ve spise O bozích (řec. Περὶ Θεῶν, Peri theón), ze kterého se zachoval jen název, patrně odmítal lidové představy o bozích. Z této knihy prý později převzal velkou část svých výkladů Epikúros. Někteří starověcí autoři tvrdili, že „Theodóros zcela zavrhoval jakékoli domněnky o bozích", nebo že dokonce popíral i jejich existenci. Proto byl nazýván Atheos (řec. ἄθεος), tedy „bezbožný, „neznaboh". Proti nařčení z bezbožnosti se zřejmě musel často bránit a činil tak s vtipem. Když mu pokladník vládce Lýsimacha řekl: „Zdá se, že neuznáváš nejen bohy, ale ani krále", odpověděl: „Jak bych neuznával bohy, když tebe pokládám za protivného i bohům."
Theodóros měl řadu stoupenců a vytvořil v rámci kyrénské školy směr tzv. theodorovců. Mezi jeho žáky patřil i kynický filozof Bión z Borysthenu.